# Lophopoeum
Lophopoeum is een kevergeslacht uit de familie van de boktorren (Cerambycidae). De wetenschappelijke naam van het geslacht werd voor het eerst geldig gepubliceerd in 1863 door Bates.

## Soorten
Lophopoeum omvat de volgende soorten:
- Lophopoeum bituberculatum (White, 1855)
- Lophopoeum bruchi Monné & Martins, 1976
- Lophopoeum carinatulum Bates, 1863
- Lophopoeum centromaculatum Monné & Martins, 1976
- Lophopoeum circumflexum Bates, 1863
- Lophopoeum forsteri Tippmann, 1960
- Lophopoeum freudei (Gilmour, 1959)
- Lophopoeum fuliginosum Bates, 1863
- Lophopoeum humerosum Monné & Martins, 1976
- Lophopoeum meridianum Fisher, 1938
- Lophopoeum monticulum Monné & Martins, 1976
- Lophopoeum saronotum Bates, 1872
- Lophopoeum scopiferum Bates, 1872
- Lophopoeum timbouvae Lameere, 1884
- Lophopoeum w-flavum Bates, 1885